# Foy (Herefordshire)
Pour les articles homonymes, voir Foy.
Foy est une paroisse civile et un village du Herefordshire, en Angleterre.